# Hedydipna
A Hedydipna a madarak osztályának a verébalakúak (Passeriformes) rendjébe, ezen belül a nektármadárfélék (Nectariniidae) családjába tartozó nem.
Egyes rendszerezések az Anthreptes nembe sorolják az ide tartozó fajokat.

## Rendszerezés
A nembe az alábbi 4 faj tartozik:
- törpenektármadár (Hedydipna platura  vagy  Anthreptes platurus)
- zománcfényű nektármadár (Hedydipna metallica vagy Anthreptes metallicus)
- örves nektármadár (Hedydipna collaris vagy Anthreptes collaris)
- Sokoke-nektármadár (Hedydipna pallidigaster vagy  Anthreptes pallidigaster)